# NGC 5088
NGC 5088 је спирална галаксија у сазвежђу Девица која се налази на NGC листи објеката дубоког неба.
Деклинација објекта је - 12° 34' 20" а ректасцензија 13h 20m 20,2s. Привидна величина (магнитуда) објекта NGC 5088 износи 12,6 а фотографска магнитуда 13,4. Налази се на удаљености од 24,5000 милиона парсека од Сунца. NGC 5088 је још познат и под ознакама MCG -2-34-34, IRAS 13176-1218, PGC 46535.